# Takahiro Jamada
Takahiro Jamada (japonsko 山田 隆裕), japonski nogometaš, * 29. april 1972.
Za japonsko reprezentanco je odigral eno uradno tekmo.